# Боље да ме убила
Боље да ме убила је други студијски албум певача Банета Бојанића. Албум је издат 1997. године за издавачку кућу ЗаМ. Продукцију је радио Зоран Тутуновић, а текстове су му радили Снежана Вукићевић, Милош Бојанић, Божидар Николић и Руждија Крупа.

## Списак песама
| №  | Назив               | Трајање |  |
| 1. | Боље да ме убила    |         |  |
| 2. | Волео сам тебе ја   |         |  |
| 3. | Нестани иди         |         |  |
| 4. | Збогом, моја љубави |         |  |
| 5. | Оче мој             |         |  |
| 6. | Љубавно лудило      |         |  |
| 7. | Казна Божија        |         |  |
| 8. | Ја живим сам        |         |  |